# Katvis (baarsachtige)

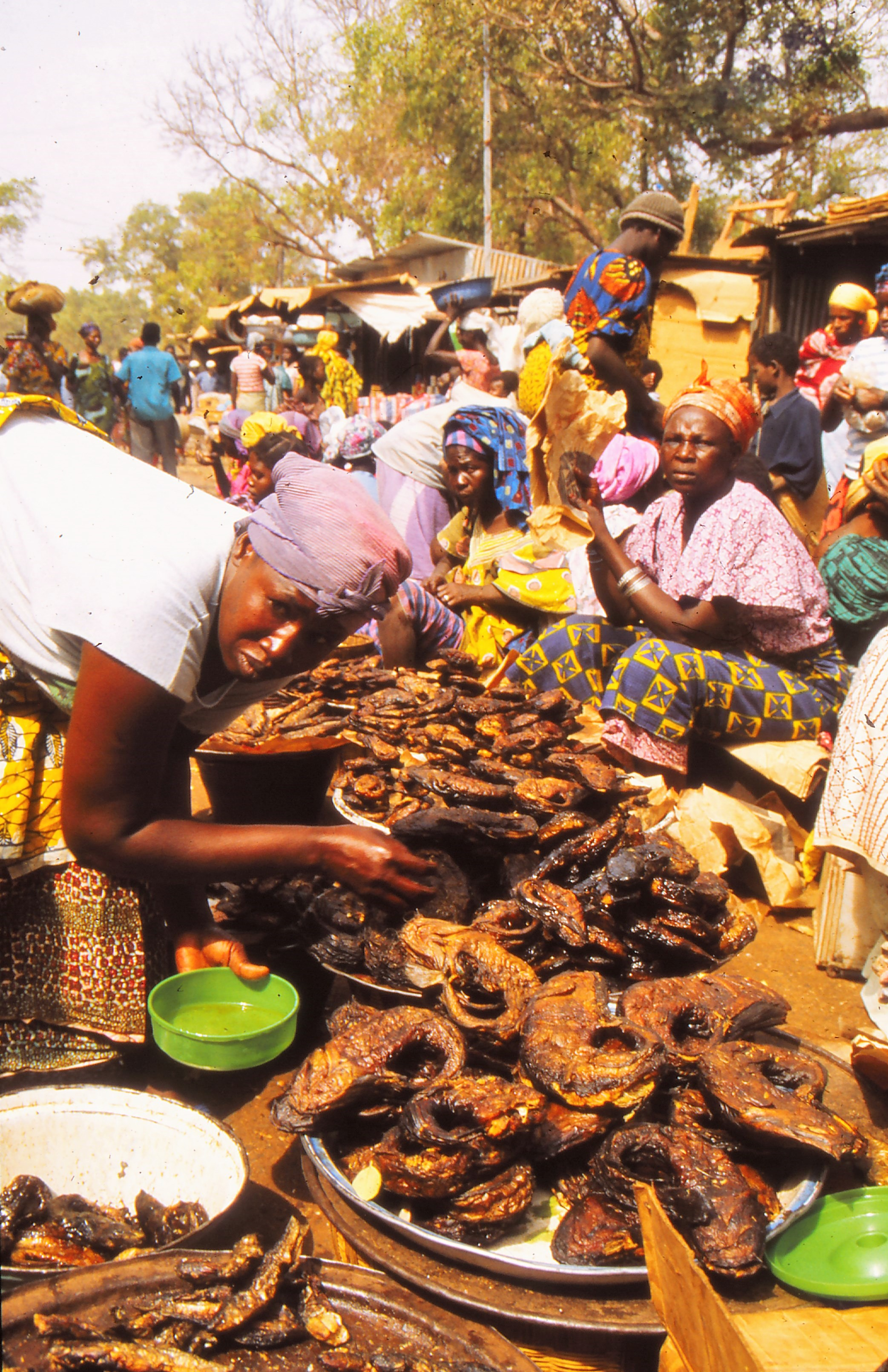
Gerookte katvis op de markt van Sangha, Mali 1992

De katvis (Epinephelus adscensionis) is een straalvinnige vis uit de familie van zaagbaarzen (Serranidae), orde baarsachtigen (Perciformes), die voorkomt in het noordwesten, het westen, het zuidwesten, het oosten en het zuidoosten van de Atlantische Oceaan.

## Beschrijving
De katvis kan maximaal 61 centimeter lang en 4080 gram zwaar worden. Het lichaam van de vis heeft een langgerekte vorm. De vis heeft één rugvin met 11 stekels en 16-17 vinstralen en één aarsvin met drie stekels en acht vinstralen.

## Leefwijze
De katvis is een zoutwatervis die voorkomt in tropische kustwateren op een diepte van 1 tot 120 meter.
Het dieet van de vis bestaat hoofdzakelijk uit macrofauna en vis.

## Relatie tot de mens
De katvis is voor de visserij van groot commercieel belang. Bovendien wordt er op de vis gejaagd in de hengelsport. Voor de mens is de katvis potentieel gevaarlijk, omdat er meldingen van ciguatera-vergiftiging zijn geweest.
De soort staat niet op de Rode Lijst van de IUCN.